# Hyundai Coupé
Hyundai Coupé (v USA prodávaný pod názvem Hyundai Tiburon) je sportovní automobil, který v letech 1996 až 2009 vyráběla jihokorejská automobilka Hyundai ve dvou generacích.

## První generace

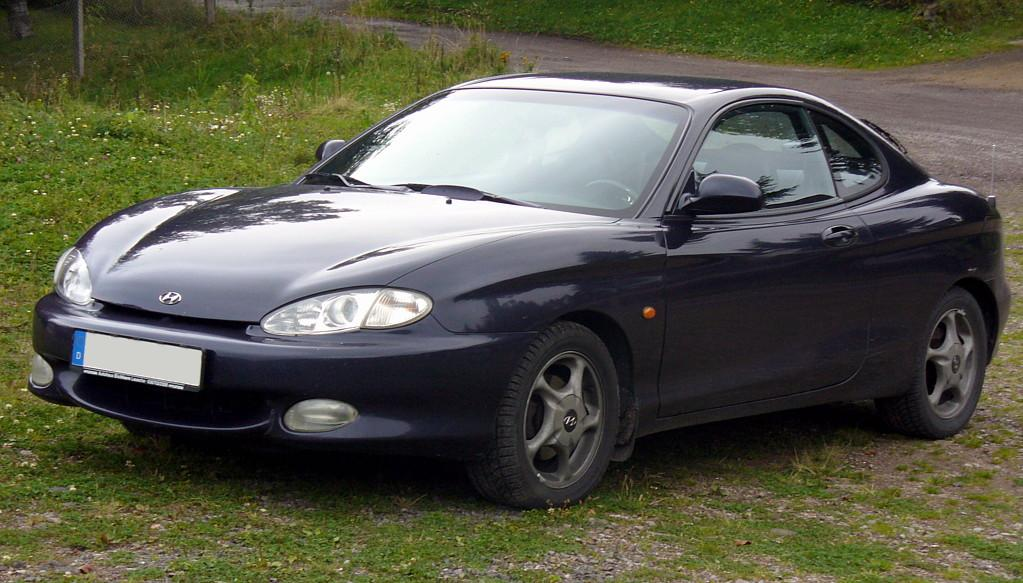
první generace

První generace se vyráběla do roku 2001. Prodej ve státech začal až v roce 1997. na výběr byly motory o objemech 1,6 nebo 1,8 litru. Později v nabídce přibyl dvoulitrový agregát. V roce 1999 prošel model faceliftem, změnil se vzhled nárazníků a světel. Světla byla nyní umístěna odděleně.

### Hyundai Coupé Kit Car
Verzi Kit Car pro závody rallye připravovala britská firma MSD. Motor o objemu 1998 cm3 měl výkon 265 koní a točivý moment 254 Nm. Hmotnost vozu byla rovná jedna tuna.
První start se odehrál na Portugalské rallye 1998. V prvním roce s vozem startovali Kenneth Ericsson a Wayne Bell. V sezoně Mistrovství světa v rallye 1998 se již tým zúčastnil kompletní sezony a Bella vystřídal Alister McRae. Tým Hyundai skončil druhý za týmem Renault. Na Rallye Nový Zéland 1998 byla představena vylepšená verze EVO 2. Ta měla lepší motor, širší blatníky, větší kola a brzdy. Kvůli tomu bylo přepracováno i zavěšení kol. McRae s ním zvítězil v Číně a Portugalsku a Ericsson v Řecku, na Rallye Nový Zéland 1999 a v Austrálii, kde dojel devátý celkově, což byl nejlepší výsledek vozu. V roce 2000 závodil s jedním soukromým vozem Michael Quest. Tým se v té době soustředil na vstup do kategorie World Rally Car s vozem Hyundai Accent

## Druhá generace

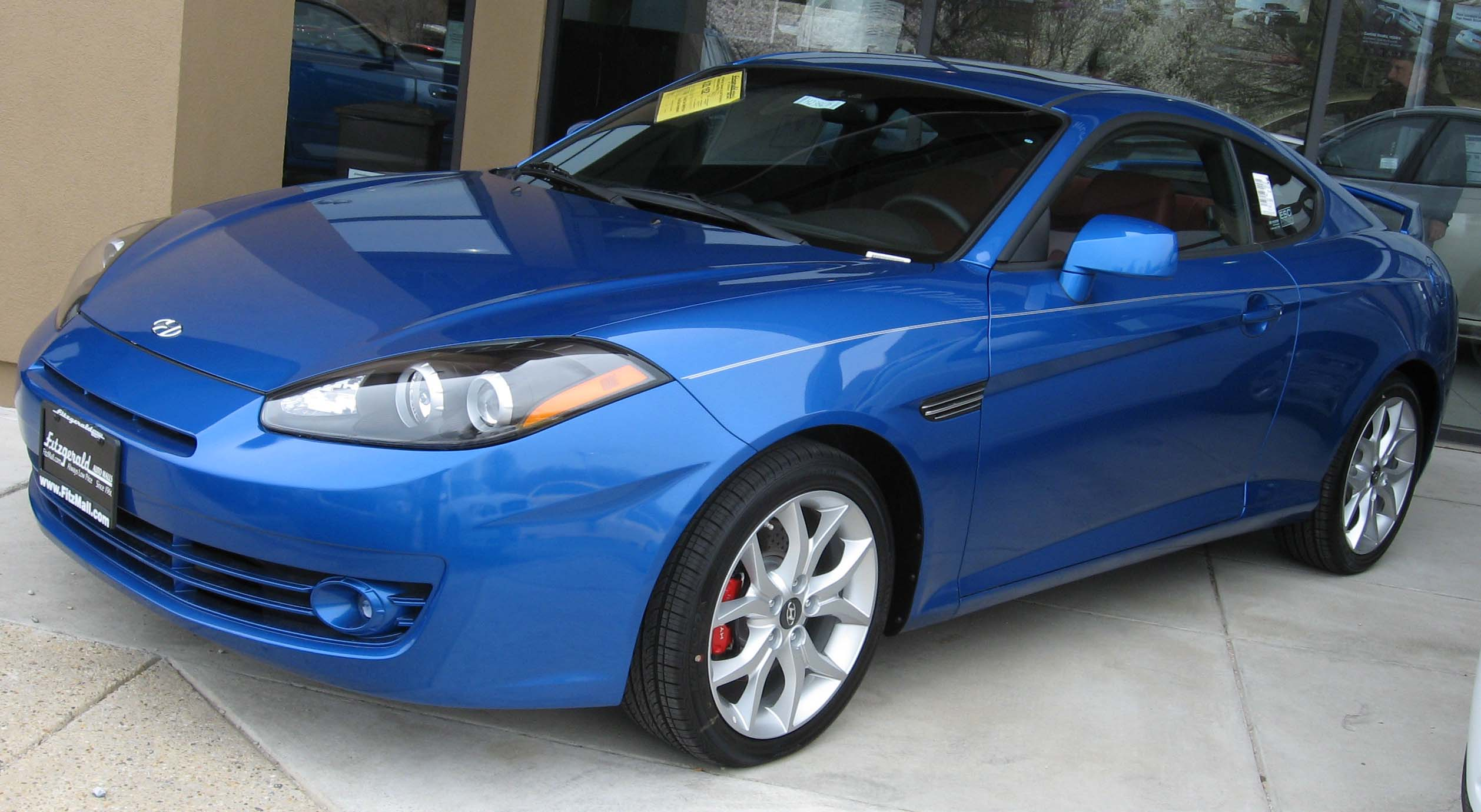
druhá generace po druhém faceliftu

Vyráběla se od roku 2002. Vzhled byl kompletně přepracován a byl nyní hranatější. K pohonu byly nyní použity vidlicové šestiválce. Vyráběla se i sportovní verze GT V6. Model prošel dvěma facelifty. První proběhl v roce 2005 a pouze drobně měnil vzhled nárazníků. Výraznější změna vzhledu přišla v roce 2007.